# Salangan
Salanganer var tidigare ett fågel-släkte, Collocalia, i familjen seglare. Numera räknas alla arterna i släktena Hydrochous, Aerodramus, Collocalia och Schoutedenapus som salanganer. Men salanganer är inte en taxonomisk term.